# Утаґава Йосіцуя
Утаґава Йосіцуя (22 лютого 1822 — 2 серпня 1866) — японський художник кінця періоду Едо. Відомий також як Коко Йосіцуя та Ітіейсай Йосіцуя.

## Життя та творчість
Про особисто життя відомо замало. Навчався у Утаґава Кунійосі, від якого дістав своє прізвище. Згодом розвивав стиль вчителя. Його учнями були Утаґава Кадзутойо, Утаґава Йосітойо II, Утаґава Йосіцуя II.
Працював у станковій гравюрі, головним чином, в історичному жанрі — муся-е (в доробки численні гравюри з зображенням самураїв, легендарних сцен, сюжетів історичних хронік тощо), а також робив «картинки про іноземців» (йокогама-е), ілюстрував популярні книги, створював малюнки для татуювань. Підняв жанр муся-е на значну висоту.
Однією з головних робіт художника стала серія з 50 гравюр на сюжети «Тайгейкі» («Повість про Велике приборкання»), яку розпочав спільно Утаґава Йосііку у 1866 році, але завершив її вже у 1867 році Йосііку самостійно. Останніми роками життя Йосіцуя також розпочав історичну серію «47 ронінів». Але встиг виконати лише кілька ескізів, які з усією продемонстрували його неабиякий талант.